# ابراهیم سحولی
ابراهیم سُحُولی (۱۵۷۹، ذمار – ۱۶۵۰، صنعا) (نسب: ابراهیم بن یحیی بن محمد بن صلاح، شجری سحولی) فقیه زیدی یمنی بود. القدر المختار من نفحات الأزهار اثر برجستهٔ اوست.